# Агуа-Азул-ду-Норти

Агуа-Азул-ду-Норти на карте штата.

Агуа-Азул-ду-Норти (порт. Água Azul do Norte) — муниципалитет в Бразилии, входит в штат Пара. Составная часть мезорегиона Юго-восток штата Пара. Входит в экономико-статистический микрорегион Парауапебас. Население составляет 25 057 человек на 2010 год. Занимает площадь 7113,961 км². Плотность населения — 3,52 чел./км².

## История
Город основан 13 декабря 1991 года. 

## Демография
Согласно сведениям, собранным в ходе переписи 2010 г. Национальным институтом географии и статистики (IBGE), население муниципалитета составляет:
| Полное население                               | Полное население                               | Полное население                               | Полное население                               | 25 057 |
| ---------------------------------------------- | ---------------------------------------------- | ---------------------------------------------- | ---------------------------------------------- | ------ |
| в том числе:                                   | Городское население                            | 4876                                           | Процент городского населения, %                | 19,46  |
|                                                | Сельское население                             | 20 181                                         | Процент сельского населения, %                 | 80,54  |
|                                                | Мужское население                              | 13 618                                         | Процент мужского населения, %                  | 54,35  |
|                                                | Женское население                              | 11 439                                         | Процент женского населения, %                  | 45,65  |
| Плотность населения, чел/км²                   | Плотность населения, чел/км²                   | Плотность населения, чел/км²                   | Плотность населения, чел/км²                   | 3,52   |
| Население муниципалитета в % к населению штата | Население муниципалитета в % к населению штата | Население муниципалитета в % к населению штата | Население муниципалитета в % к населению штата | 0,33   |

По данным оценки 2015 года, население муниципалитета составляет 26 305 жителей.

## Статистика
- Валовой внутренний продукт на 2003 год составляет 152 545 184,00 реалов (данные: Бразильский институт географии и статистики).
- Валовой внутренний продукт на душу населения на 2003 год составляет 5412,67 реалов (данные: Бразильский институт географии и статистики).
- Индекс развития человеческого потенциала на 2000 год составляет 0,665 (данные: Программа развития ООН).

## Важнейшие населенные пункты
| № | Населённый пункт   | Населённый пункт (порт.) | Категория | Население чел. (2010) | На карте                       |
| - | ------------------ | ------------------------ | --------- | --------------------- | ------------------------------ |
| 1 | Агуа-Азул-ду-Норти | Água Azul do Norte       | город     | 4876                  | 6°48′19″ ю. ш. 50°29′05″ з. д. |
| 2 | Нова-Канада        | Nova Canadá              | поселок   | 1650                  | 6°42′28″ ю. ш. 50°07′58″ з. д. |
| 3 | Вила-Униан         | Vila União               | поселок   | 205                   | 6°54′34″ ю. ш. 50°00′27″ з. д. |